# Oswald Sigg

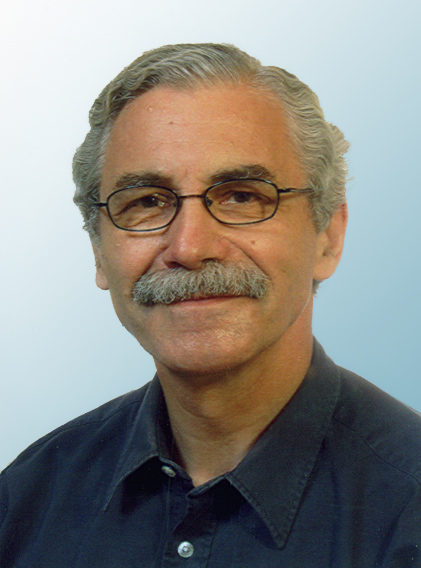
Oswald Sigg (vor 2010)

Oswald Sigg (* 18. März 1944 in Zürich) ist ein ehemaliger Schweizer Beamter. Er war vom 1. August 2005 bis zum 31. März 2009 Vizekanzler und Bundesratssprecher (Regierungssprecher) der Schweizerischen Eidgenossenschaft.
Als Vizekanzler unterstützte Oswald Sigg die Bundeskanzlerinnen Annemarie Huber-Hotz und Corina Casanova. Innerhalb der Bundeskanzlei war er verantwortlich für den Bereich Information und Kommunikation, welcher damals die Sektionen Information und Kommunikation, Elektronischer Behördenverkehr und Eidgenössische Parlaments- und Zentralbibliothek umfasste. Sein Nachfolger wurde ab dem 1. April 2009 André Simonazzi.

## Leben
Oswald Sigg besuchte die Primar- und Sekundarschule in Zürich sowie die Handelsschule am Collège St-Michel in Freiburg. Es folgte das Studium der Soziologie, Volks- und Betriebswirtschaft an den Universitäten St. Gallen, Paris und Bern. Er promovierte 1978 bei Erich Gruner am Forschungszentrum für schweizerische Politik an der Universität Bern mit einer Doktorarbeit über die Wirkungsweise der Volksinitiative.
Während des Studiums lancierte Sigg als Mitglied der BGB-Jugendfraktion zusammen mit Felix Matthys, Marc-Roland Peter und Markus Rohr die eidgenössische Volksinitiative für Schulkoordination. Sie wurde 1969 eingereicht und 1972 vom Parlament in die Abstimmungsvorlage über die Bildungsartikel aufgenommen. Diese wurde 1973 mit dem Ständemehr verworfen.

Oswald Sigg (1987)

Sigg begann seine berufliche Laufbahn als Stellvertretender Informationschef der Bundeskanzlei (1975–1980). Danach war er Informationschef des Eidgenössischen Finanzdepartements (1980–1984 unter Willi Ritschard, 1984–1988 unter Otto Stich).
In den Jahren 1988–1990 war Sigg Chefredaktor und Geschäftsleitungsmitglied der Schweizerischen Depeschenagentur, danach Unternehmenssprecher der Generaldirektion SRG (1991–1997).
1998 kehrte Sigg in den Bundesdienst zurück und arbeitete zunächst als Informationschef des Eidgenössischen Departements für Verteidigung, Bevölkerungsschutz und Sport (1998–2000 unter Adolf Ogi, 2001–2004 unter Samuel Schmid), dann als Stabschef des Vorstehers des Eidgenössischen Departements für Umwelt, Verkehr, Energie und Kommunikation (2004–2005 unter Moritz Leuenberger), bevor er 2005 zum Vizekanzler und Bundesratssprecher (Regierungssprecher) ernannt wurde.
Am 31. März 2009 wurde Sigg pensioniert. Darauf arbeitete er in der Redaktion des 1996 von Paul Ignaz Vogel begründeten sozialpolitischen Mediendienstes «Hälfte/Moitié» mit und amtierte bis 2015 gleichzeitig als Präsident des Vereins für soziale Gerechtigkeit, der den Mediendienst herausgab. Nach 20 Jahren wurde dessen Betrieb Ende 2016 eingestellt. Als Vizepräsident des Stiftungsrats der «Kurt Imhof Stiftung für Medienqualität» ist Sigg auch im medienpolitischen Bereich tätig. Die Stiftung unterstützt die Finanzierung und Herausgabe der Jahrbücher Qualität der Medien Schweiz Suisse Svizzera, die 2010 bis 2014 unter der Leitung von Kurt Imhof und nach dessen Tod 2015 von Mark Eisenegger vom Forschungsbereich Öffentlichkeit und Gesellschaft an der Universität Zürich erarbeitet werden. Auf Ende 2020 trat er aus dem Stiftungsrat zurück. Seit 2021 ist Sigg Präsident des Berner Puppentheaters.
Oswald Sigg ist seit 1973 Mitglied der Sozialdemokratischen Partei der Schweiz und der Gewerkschaft Syndicom. Von 2009 bis 2016 war er Mitglied des Zentralvorstands der Helvetas. Von 2009 bis 2015 war er Vorstandsmitglied der Gesellschaft für Schweizerische Kunstgeschichte. Sigg war Mitglied des Initiativkomitees der 2016 abgelehnten Eidgenössischen Volksinitiative «Für ein bedingungsloses Grundeinkommen». Diese Initiative wurde am 4. Oktober 2013 bei der Bundeskanzlei mit 126 408 gültigen Unterschriften eingereicht und in der Abstimmung vom 5. Juni 2016 durch Volk und Stände verworfen.
Ab 2015 arbeitete er an einer Reportage über die soziale Situation in der Banlieue von Paris (Départements 93 Seine-Saint-Denis und 94 Val-de-Marne) mit besonderer Berücksichtigung von Ausgrenzung und Verfolgung der Roma. In Zusammenarbeit mit Aline Poupel (Collectif Romeurope 94).
Zusammen mit Finanzunternehmer Felix Bolliger, Marc Chesney (Professor an der Universität Zürich) und Anton Gunzinger (Unternehmer, Professor an der ETH-Z) sowie dem Rechtsanwalt Jacob Zgraggen bildete Sigg 2015 eine Arbeitsgruppe, welche die Mikrosteuer auf dem gesamten Zahlungsverkehr als Alternative zum heutigen Steuersystem entwickelte. Bolliger hatte Sigg nach der Einreichung der Grundeinkommensinitiative im Herbst 2013 vorgeschlagen, das bedingungslose Grundeinkommen über eine solche Mikrosteuer zu finanzieren. Sigg versuchte daraufhin vergeblich, das Initiativkomitee von dieser Idee zu überzeugen. Aber die Abstimmungsdiskussion im Frühsommer 2016 zeigte trotzdem, dass die Mikrosteuer auf dem Zahlungsverkehr – es würde sich dabei um eine Besteuerung der Finanzwirtschaft handeln, die zu über 90 % den Zahlungsverkehr in der Schweiz bestreitet – auf Interesse stösst. Ende 2016 wurde der «Verein Mikrosteuer» gegründet, den Sigg zusammen mit Hélène Gache präsidiert und der eine aktive ideelle, politische und publizistische Unterstützung der Mikrosteuer-Initiative bezweckt. Die Mikrosteuer-Initiative wurde am 25. Februar 2020 im Bundesblatt publiziert und Anfang März 2020 mit drei Pressekonferenzen in Genf, Zürich und Bellinzona gestartet. Am 8. November 2021 gab die Bundeskanzlei bekannt, die Eidg. Volksinitiative «Mikrosteuer auf dem bargeldlosen Zahlungsverkehr» sei im Sammelstadium gescheitert.
Am 21. September 2021 lancierte Sigg, zusammen mit neun weiteren Mitgliedern des Initiativkomitees, die Eidgenössische Volksinitiative «Leben in Würde – Für ein finanzierbares bedingungsloses Grundeinkommen». Diese zweite Grundeinkommensinitiative enthält drei neue Elemente: erstens die Finanzierung des Grundeinkommens über die Besteuerung der Tech-Unternehmen, der Kapitaleinkünfte sowie sämtlicher Finanztransaktionen, sodann die Ausrichtung des bedingungslosen Grundeinkommens auf ein Leben in Würde für alle und schliesslich den Einsatz für das Gemeinwohl (Care-Arbeit). Am 22. März 2023 gab die Bundeskanzlei bekannt, auch diese zweite Grundeinkommens-Initiative sei im Sammelstadium gescheitert.

## Werke (Auswahl)

### Bücher
- Die eidgenössischen Volksinitiativen 1892–1939. Francke Verlag, Bern 1978.
- Die politischen Institutionen der Schweiz. Pro Helvetia, Zürich 1982. (Ausgaben in französischer, italienischer und englischer Sprache)
- Die politische Schweiz. Pro Helvetia, Zürich 1996. (Ausgaben in französischer, italienischer, englischer, polnischer, arabischer und chinesischer Sprache)
- Kochbuch für alle Fälle, Edition Wasserwerk Bern-Matte 2010
- mit Viktor Parma: Die käufliche Schweiz. Nagel & Kimche, Zürich 2011, ISBN 978-3-312-00484-3.
- Koch- und Lesebuch für alle Fälle. Edition Wasserwerk, Bern-Matte 2014, ISBN 978-3-033-04309-1.

### Herausgeber
- Christian Fehr: Willi Ritschard Arbeiter – Gewerkschafter – Sozialdemokrat – Bundesrat. Edition Gutenberg, Hägendorf 1983. (mit Peter Hablützel, Walo Landolf, Bruno Muralt, Ferdinand Troxler)
- Georges Wüthrich, André Häfliger: Dölf Ogi So wa(h)r es! Schweizer Illustrierte/Weltbild, Olten 2012, ISBN 978-3-03812-427-6. (mit Jürg Stüssi-Lauterburg.)

### Buchbeiträge
- Die andere Kultur. In: Die Schweiz. Jahrbuch der NHG. 1972.
- Die Parteien in der Schweiz – Habenichtse im Machtkonzert. In: Christian Fehr: Heil Dir Helvetia. Edition Gutenberg, Hägendorf 1984.
- Öffentliche Gunst, veröffentlichte Ungunst. In: Peter Graf, Jean-Noël Rey: Otto Stich und die Kunst des Möglichen. Zytglogge-Verlag, Gümligen 1987.
- Politischer Kult oder politische Kultur? Ein Plädoyer für die Volksinitiative. In: Die Schweiz – Aufbruch aus der Verspätung. Weltwoche-Verlag, Zürich 1991.
- Bilder einer Bundesrätin. Zur öffentlichen Wahrnehmung von Ruth Dreifuss. In: Isabella Maria Fischli: „Dreifuss ist unser Name.“ Eine Politikerin, eine Familie, ein Land. Pendo Verlag, Zürich/München 2002.
- Der sechste Bundesrat. Geleitwort. In: Otto Stich: Ich blieb einfach einfach. Autobiografie. Schwabe Verlag Johannes Petri, Basel 2011.
- Der schweizerische Stimmbürger im Bundesratszimmer. In: Abstimmungskampagnen, Politikvermittlung in der Referendumsdemokratie. Hgg. von Heike Scholten und Klaus Kamps. Springer Fachmedien, Wiesbaden 2014.
- Widerstand für Freiheit als ewige Aufgabe. In: Matthias Müller, Hans Luginbühl: Bundesrat Maurer spricht. Verlag Merkel im Effingerhof, Lenzburg 2016.
- Grundrecht der Zukunft. In: Soziale Zukunft – Das Bedingungslose Grundeinkommen – Die Debatte. Hgg. von Philip Kovce. Verlag Freies Geistesleben, Stuttgart 2017.
- Unikat Bundesrat. In: Conseiller fédéral, Ein Blick auf die Welt der Macht. Von Nicolas Brodard (Fotograf). Till Schaap Edition, Bern 2019.

### Kolumnen
- NZZ am Sonntag (2009–2011)
- Südostschweiz am Sonntag (2011–2015)
- Aargauer Zeitung (2011–2017)
- Frutigländer (2015–2020)
- Anzeiger von Saanen (2022-  )